# Tournoi féminin de basket-ball aux Jeux du Commonwealth de 2018
Cet article traite de l'épreuve masculine. Pour la compétition masculine, voir Tournoi masculin de basket-ball aux Jeux du Commonwealth de 2018.
Le tournoi féminin de basket-ball aux Jeux du Commonwealth de 2018 se tient à Gold Coast, en Australie, du 5 au 15 avril 2018. L'Australie remporte le titre en battant l'Angleterre.

## Équipes qualifiées
Les huit équipes qualifiées :
Les huit équipes qualifiées :
| Compétition                                                         | Date             | Lieu | Places | Qualifiés                               |
| ------------------------------------------------------------------- | ---------------- | ---- | ------ | --------------------------------------- |
| Pays organisateur                                                   |                  |      | 1      | Australie                               |
| Meilleures équipes du Commonwealth au Classement mondial de la FIBA | 1er juillet 2017 |      | 3      | Canada Angleterre Mozambique            |
| Invités par la Fédération des Jeux du Commonwealth et par la FIBA   | 7 juillet 2017   |      | 4      | Jamaïque Nouvelle-Zélande Inde Malaisie |
| Total                                                               |                  |      | 8      |                                         |

### Groupe A

#### Classement
| Rang | Équipe     | Pts | J | G | P | Pp  | Pc  | Diff |
| ---- | ---------- | --- | - | - | - | --- | --- | ---- |
| 1    | Australie  | 6   | 3 | 3 | 0 | 331 | 169 | 162  |
| 2    | Canada     | 5   | 3 | 2 | 1 | 226 | 207 | 19   |
| 3    | Angleterre | 4   | 3 | 1 | 2 | 187 | 249 | -62  |
| 4    | Mozambique | 3   | 3 | 0 | 3 | 157 | 276 | -119 |

#### Matchs
| 6 avril 2018 18h30 | Rapport | Canada                                              | 80-54                    | Angleterre                                        |  | Townsville Entertainment and Convention Centre, Townsville Arbitres : Jon Chapman Sandy Ng |
| 6 avril 2018 18h30 | Rapport | Score par quart-temps : 15-15, 26-17, 27-11, 12-11  |                          |                                                   |  | Townsville Entertainment and Convention Centre, Townsville Arbitres : Jon Chapman Sandy Ng |
| 6 avril 2018 18h30 | Rapport | Score par mi-temps : 41-32, 39-22                   |                          |                                                   |  | Townsville Entertainment and Convention Centre, Townsville Arbitres : Jon Chapman Sandy Ng |
| 6 avril 2018 18h30 | Rapport | Provo, Colley 14 Alex Kiss-Rusk 9 Ceejay Nofuente 5 | Points Rebonds Passes d. | Georgia Jones 11 Azania Stewart 8 Georgia Jones 4 |  | Townsville Entertainment and Convention Centre, Townsville Arbitres : Jon Chapman Sandy Ng |

| 6 avril 2018 21h00 | Rapport | Australie                                              | 113-53                   | Mozambique                                        |  | Townsville Entertainment and Convention Centre, Townsville Arbitres : Shuet Mei Ho Matthew Bathurst |
| 6 avril 2018 21h00 | Rapport | Score par quart-temps : 25-9, 25-11, 36-14, 27-19      |                          |                                                   |  | Townsville Entertainment and Convention Centre, Townsville Arbitres : Shuet Mei Ho Matthew Bathurst |
| 6 avril 2018 21h00 | Rapport | Score par mi-temps : 50-20, 63-33                      |                          |                                                   |  | Townsville Entertainment and Convention Centre, Townsville Arbitres : Shuet Mei Ho Matthew Bathurst |
| 6 avril 2018 21h00 | Rapport | Elizabeth Cambage 24 Cayla George 11 George, Griffin 5 | Points Rebonds Passes d. | Ingvild Mucauro 10 Ingvild Mucauro 9 Delma Zita 3 |  | Townsville Entertainment and Convention Centre, Townsville Arbitres : Shuet Mei Ho Matthew Bathurst |

| 8 avril 2018 11h30 | Rapport | Mozambique                                            | 51-78                    | Angleterre                                          |  | Townsville Entertainment and Convention Centre, Townsville Arbitres : Joyce Muchenu Shuet Mei Ho |
| 8 avril 2018 11h30 | Rapport | Score par quart-temps : 14-19, 13-17, 20-22, 4-20     |                          |                                                     |  | Townsville Entertainment and Convention Centre, Townsville Arbitres : Joyce Muchenu Shuet Mei Ho |
| 8 avril 2018 11h30 | Rapport | Score par mi-temps : 26-36, 24-42                     |                          |                                                     |  | Townsville Entertainment and Convention Centre, Townsville Arbitres : Joyce Muchenu Shuet Mei Ho |
| 8 avril 2018 11h30 | Rapport | Odelia Mafanela 13 Odelia Mafanela 7 Trois joueuses 2 | Points Rebonds Passes d. | Azania Stewart 18 Azania Stewart 12 Georgia Jones 5 |  | Townsville Entertainment and Convention Centre, Townsville Arbitres : Joyce Muchenu Shuet Mei Ho |

| 8 avril 2018 18h30 | Rapport | Australie                                            | 100-61                   | Canada                                              |  | Townsville Entertainment and Convention Centre, Townsville Arbitres : Ryan Jones Sandy Ng |
| 8 avril 2018 18h30 | Rapport | Score par quart-temps : 28-7, 22-13, 19-22, 31-19    |                          |                                                     |  | Townsville Entertainment and Convention Centre, Townsville Arbitres : Ryan Jones Sandy Ng |
| 8 avril 2018 18h30 | Rapport | Score par mi-temps : 50-20, 50-41                    |                          |                                                     |  | Townsville Entertainment and Convention Centre, Townsville Arbitres : Ryan Jones Sandy Ng |
| 8 avril 2018 18h30 | Rapport | Elizabeth Cambage 23 Cayla George 8 Nicole Seekamp 4 | Points Rebonds Passes d. | Alex Kiss-Rusk 15 Alex Kiss-Rusk 9 Boiago, Colley 4 |  | Townsville Entertainment and Convention Centre, Townsville Arbitres : Ryan Jones Sandy Ng |

| 9 avril 2018 17h30 | Rapport | Angleterre                                          | 55-118                   | Australie                                          |  | Townsville Entertainment and Convention Centre, Townsville Arbitres : Takaki Kato Joyce Muchenu |
| 9 avril 2018 17h30 | Rapport | Score par quart-temps : 15-31, 9-30, 18-33, 13-24   |                          |                                                    |  | Townsville Entertainment and Convention Centre, Townsville Arbitres : Takaki Kato Joyce Muchenu |
| 9 avril 2018 17h30 | Rapport | Score par mi-temps : 24-61, 31-57                   |                          |                                                    |  | Townsville Entertainment and Convention Centre, Townsville Arbitres : Takaki Kato Joyce Muchenu |
| 9 avril 2018 17h30 | Rapport | Trois joueuses 9 Dominique Allen 7 Nicolette Fong 4 | Points Rebonds Passes d. | Elizabeth Cambage 30 Cayla George 10 Tessa Lavey 7 |  | Townsville Entertainment and Convention Centre, Townsville Arbitres : Takaki Kato Joyce Muchenu |

| 9 avril 2018 20h00 | Rapport | Canada                                             | 85-53                    | Mozambique                                               |  | Townsville Entertainment and Convention Centre, Townsville Arbitres : Matthew Bathurst Matthew Beattie |
| 9 avril 2018 20h00 | Rapport | Score par quart-temps : 28-11, 15-17, 28-13, 14-12 |                          |                                                          |  | Townsville Entertainment and Convention Centre, Townsville Arbitres : Matthew Bathurst Matthew Beattie |
| 9 avril 2018 20h00 | Rapport | Score par mi-temps : 43-28, 42-25                  |                          |                                                          |  | Townsville Entertainment and Convention Centre, Townsville Arbitres : Matthew Bathurst Matthew Beattie |
| 9 avril 2018 20h00 | Rapport | Hamblin, Provo 13 Hamblin 10 Ceejay Nofuente 6     | Points Rebonds Passes d. | Deolinda Gimo 13 Elioteria Lhavanguane 9 Ingvild Mucauro |  | Townsville Entertainment and Convention Centre, Townsville Arbitres : Matthew Bathurst Matthew Beattie |

### Groupe B

#### Classement
| Rang | Équipe           | Pts | J | G | P | Pp  | Pc  | Diff |
| ---- | ---------------- | --- | - | - | - | --- | --- | ---- |
| 1    | Nouvelle-Zélande | 6   | 3 | 3 | 0 | 256 | 148 | 108  |
| 2    | Jamaïque         | 5   | 3 | 2 | 1 | 196 | 195 | 1    |
| 3    | Malaisie         | 4   | 3 | 1 | 2 | 187 | 239 | -52  |
| 4    | Inde             | 3   | 3 | 0 | 3 | 184 | 241 | -57  |

#### Matchs
| 5 avril 2018 18h30 | Rapport | Jamaïque                                            | 66-57                    | Inde                                              |  | Cairns Convention Centre, Cairns Arbitres : Christine Vuong Artur Descatro |
| 5 avril 2018 18h30 | Rapport | Score par quart-temps : 16-14, 15-13, 17-16, 18-14  |                          |                                                   |  | Cairns Convention Centre, Cairns Arbitres : Christine Vuong Artur Descatro |
| 5 avril 2018 18h30 | Rapport | Score par mi-temps : 31-27, 35-30                   |                          |                                                   |  | Cairns Convention Centre, Cairns Arbitres : Christine Vuong Artur Descatro |
| 5 avril 2018 18h30 | Rapport | Jennifer George 19 Jennifer George 19 Sasha Dixon 6 | Points Rebonds Passes d. | Shireen Limaye 18 Limaye, Sidhu 5 Barkha Sonkar 4 |  | Cairns Convention Centre, Cairns Arbitres : Christine Vuong Artur Descatro |

| 5 avril 2018 21h00 | Rapport | Nouvelle-Zélande                                   | 86-44                    | Malaisie                                      |  | Cairns Convention Centre, Cairns Arbitres : Sarah Carey Kate Webb |
| 5 avril 2018 21h00 | Rapport | Score par quart-temps : 24-10, 27-15, 15-3, 20-16  |                          |                                               |  | Cairns Convention Centre, Cairns Arbitres : Sarah Carey Kate Webb |
| 5 avril 2018 21h00 | Rapport | Score par mi-temps : 51-25, 35-19                  |                          |                                               |  | Cairns Convention Centre, Cairns Arbitres : Sarah Carey Kate Webb |
| 5 avril 2018 21h00 | Rapport | Micaela Cocks 15 Kalani Purcell 12 Jordan Hunter 6 | Points Rebonds Passes d. | Fook Yee Yap 12 Hui Pin Pang 7 Hui Pin Pang 5 |  | Cairns Convention Centre, Cairns Arbitres : Sarah Carey Kate Webb |

| 7 avril 2018 11h30 | Rapport | Nouvelle-Zélande                                                   | 80-49                    | Jamaïque                                              |  | Cairns Convention Centre, Cairns Arbitres : Christine Vuong Artur Descatro |
| 7 avril 2018 11h30 | Rapport | Score par quart-temps : 17-16, 24-9, 19-14, 20-10                  |                          |                                                       |  | Cairns Convention Centre, Cairns Arbitres : Christine Vuong Artur Descatro |
| 7 avril 2018 11h30 | Rapport | Score par mi-temps : 41-25, 39-24                                  |                          |                                                       |  | Cairns Convention Centre, Cairns Arbitres : Christine Vuong Artur Descatro |
| 7 avril 2018 11h30 | Rapport | Charlisse Leger-Walker 18 Charlisse Leger-Walker 6 Micaela Cocks 6 | Points Rebonds Passes d. | Jennifer George 12 Simone Jackson 7 Gordon, Jackson 2 |  | Cairns Convention Centre, Cairns Arbitres : Christine Vuong Artur Descatro |

| 7 avril 2018 18h30 | Rapport | Malaisie                                           | 85-72                    | Inde                                                                                |  | Cairns Convention Centre, Cairns Arbitres : Sarah Carey Kate Webb |
| 7 avril 2018 18h30 | Rapport | Score par quart-temps : 20-25, 28-12, 11-18, 26-17 |                          |                                                                                     |  | Cairns Convention Centre, Cairns Arbitres : Sarah Carey Kate Webb |
| 7 avril 2018 18h30 | Rapport | Score par mi-temps : 48-37, 37-35                  |                          |                                                                                     |  | Cairns Convention Centre, Cairns Arbitres : Sarah Carey Kate Webb |
| 7 avril 2018 18h30 | Rapport | Fook Yee Yap 18 Chiau Teng Ting 6 Wei Yin Saw 6    | Points Rebonds Passes d. | Jeena Palanilkumkalayil Skaria 19 Jeena Palanilkumkalayil Skaria 13 Barkha Sonkar 4 |  | Cairns Convention Centre, Cairns Arbitres : Sarah Carey Kate Webb |

| 8 avril 2018 17h30 | Rapport | Inde                                                             | 55-90                    | Nouvelle-Zélande                                         |  | Cairns Convention Centre, Cairns Arbitres : Christine Vuong Simon Unsworth |
| 8 avril 2018 17h30 | Rapport | Score par quart-temps : 12-31, 10-23, 19-19, 14-17               |                          |                                                          |  | Cairns Convention Centre, Cairns Arbitres : Christine Vuong Simon Unsworth |
| 8 avril 2018 17h30 | Rapport | Score par mi-temps : 22-54, 33-36                                |                          |                                                          |  | Cairns Convention Centre, Cairns Arbitres : Christine Vuong Simon Unsworth |
| 8 avril 2018 17h30 | Rapport | Madhu Kumari 14 Jeena Palanilkumkalayil Skaria 9 Sidhu, Limaye 3 | Points Rebonds Passes d. | Micaela Cocks 21 Antonia Farnworth 7 Antonia Farnworth 5 |  | Cairns Convention Centre, Cairns Arbitres : Christine Vuong Simon Unsworth |

| 8 avril 2018 20h00 | Rapport | Jamaïque                                               | 81-58                    | Malaisie                                                  |  | Cairns Convention Centre, Cairns Arbitres : Sarah Carey Arnauld Kom Njilo |
| 8 avril 2018 20h00 | Rapport | Score par quart-temps : 21-21, 19-9, 17-17, 24-11      |                          |                                                           |  | Cairns Convention Centre, Cairns Arbitres : Sarah Carey Arnauld Kom Njilo |
| 8 avril 2018 20h00 | Rapport | Score par mi-temps : 40-30, 41-28                      |                          |                                                           |  | Cairns Convention Centre, Cairns Arbitres : Sarah Carey Arnauld Kom Njilo |
| 8 avril 2018 20h00 | Rapport | Jennifer George 25 Jennifer George 20 Trois joueuses 4 | Points Rebonds Passes d. | Chiau Teng Ting 17 Kalaimathi, Ting 4 Yaakob Nur Izzati 5 |  | Cairns Convention Centre, Cairns Arbitres : Sarah Carey Arnauld Kom Njilo |

## Phase finale

### Tableau
|  | Quarts de finale | Quarts de finale |                  |                        | Demi-finales | Demi-finales |  |  | Finale | Finale |
|  | Quarts de finale | Quarts de finale |                  |                        | Demi-finales | Demi-finales |  |  | Finale | Finale |
|  |                  |                  |                  |                        |              |              |  |  |        |        |
|  |                  |                  |                  |                        |              |              |  |  |        |        |
|  |                  |                  |                  |                        |              |              |  |  |        |        |
|  | Australie        | 109              |                  |                        |              |              |  |  |        |        |
|  | Australie        | 109              | Mozambique       | 63                     |              |              |  |  |        |        |
|  | Nouvelle-Zélande | 50               | Mozambique       | 63                     |              |              |  |  |        |        |
|  | Nouvelle-Zélande | 50               | Nouvelle-Zélande | 79                     |              |              |  |  |        |        |
|  |                  |                  | Nouvelle-Zélande | 79                     | Australie    | 99           |  |  |        |        |
|  |                  |                  |                  |                        | Australie    | 99           |  |  |        |        |
|  |                  | Angleterre       | 55               |                        |              |              |  |  |        |        |
|  | Angleterre       | Angleterre       | 55               | 62                     |              |              |  |  |        |        |
|  | Angleterre       | Angleterre       | 55               | 62                     |              |              |  |  |        |        |
|  | Jamaïque         | Angleterre       | 55               | 40                     |              |              |  |  |        |        |
|  | Jamaïque         | Canada           | 53               | 40                     |              |              |  |  |        |        |
|  |                  | Canada           | 53               | Match pour la 3e place |              |              |  |  |        |        |
|  |                  |                  |                  |                        |              |              |  |  |        |        |
|  |                  |                  |                  |                        |              |              |  |  |        |        |
|  |                  |                  |                  |                        |              |              |  |  |        |        |
|  | Nouvelle-Zélande | 74               |                  |                        |              |              |  |  |        |        |
|  | Nouvelle-Zélande | 74               |                  |                        |              |              |  |  |        |        |
|  | Canada           | 68               |                  |                        |              |              |  |  |        |        |
|  | Canada           | 68               |                  |                        |              |              |  |  |        |        |

### Matchs
Quarts de finale :
| 10 avril 2018 18:h0 | Boxscore | Angleterre                                       | 62-40                    | Jamaïque                       |  | Townsville Entertainment and Convention Centre, Townsville Arbitres : Leonardo Zalazar (ARG), Michael Weiland (CAN), Snehal Bendke (IND) |
| 10 avril 2018 18:h0 | Boxscore | Score par quart-temps : 13–4, 13–9, 22–16, 14–11 |                          |                                |  | Townsville Entertainment and Convention Centre, Townsville Arbitres : Leonardo Zalazar (ARG), Michael Weiland (CAN), Snehal Bendke (IND) |
| 10 avril 2018 18:h0 | Boxscore | Vanderwal 22 Stewart 8 Collins 6                 | Points Rebonds Passes d. | T. Gordon 14 George 14 Smith 4 |  | Townsville Entertainment and Convention Centre, Townsville Arbitres : Leonardo Zalazar (ARG), Michael Weiland (CAN), Snehal Bendke (IND) |

| 10 avril 2018 21h00 | Boxscore | Mozambique                                          | 63-79                    | Nouvelle-Zélande            |  | Townsville Entertainment and Convention Centre, Townsville Arbitres : Takaki Kato (JPN), Jon Chapman (AUS), Joyce Muchenu (ZIM) |
| 10 avril 2018 21h00 | Boxscore | Score par quart-temps : 7–18, 19–23, 15–19, 22–19   |                          |                             |  | Townsville Entertainment and Convention Centre, Townsville Arbitres : Takaki Kato (JPN), Jon Chapman (AUS), Joyce Muchenu (ZIM) |
| 10 avril 2018 21h00 | Boxscore | Mafanela 15 Lhavanguane, Mucauro 7 Cossa, Mucauro 5 | Points Rebonds Passes d. | Taylor 25 Taylor 8 Hunter 7 |  | Townsville Entertainment and Convention Centre, Townsville Arbitres : Takaki Kato (JPN), Jon Chapman (AUS), Joyce Muchenu (ZIM) |

Demi-finales :
| 13 avril 2018 18h30 | Boxscore | Canada                                            | 53-65                    | Angleterre                          |  | Gold Coast Convention and Exhibition Centre, Gold Coast Arbitres : Takaki Kato (JPN), Joyce Muchenu (ZIM), Snehal Bendke (IND) |
| 13 avril 2018 18h30 | Boxscore | Score par quart-temps : 14–16, 5–19, 19–19, 15–11 |                          |                                     |  | Gold Coast Convention and Exhibition Centre, Gold Coast Arbitres : Takaki Kato (JPN), Joyce Muchenu (ZIM), Snehal Bendke (IND) |
| 13 avril 2018 18h30 | Boxscore | Hamblin 21 Hamblin, Kiss-Rusk 10 Kiss-Rusk 3      | Points Rebonds Passes d. | Vanderwal 20 Stewart 12 Vanderwal 6 |  | Gold Coast Convention and Exhibition Centre, Gold Coast Arbitres : Takaki Kato (JPN), Joyce Muchenu (ZIM), Snehal Bendke (IND) |

| 13 avril 2018 21h00 | Boxscore | Australie                                         | 109-50                   | Nouvelle-Zélande                                          |  | Gold Coast Convention and Exhibition Centre, Gold Coast Arbitres : Wojciech Liszka (POL), Viola Gyoergyi (NOR), Chris Dodds (GBR) |
| 13 avril 2018 21h00 | Boxscore | Score par quart-temps : 25–12, 28–16, 30–6, 26–16 |                          |                                                           |  | Gold Coast Convention and Exhibition Centre, Gold Coast Arbitres : Wojciech Liszka (POL), Viola Gyoergyi (NOR), Chris Dodds (GBR) |
| 13 avril 2018 21h00 | Boxscore | Cambage 21 Griffin, Kunek 7 O'Hea 6               | Points Rebonds Passes d. | Cocks, Leger-Walker, Taylor 9 Paalvast 5 Cocks, Purcell 3 |  | Gold Coast Convention and Exhibition Centre, Gold Coast Arbitres : Wojciech Liszka (POL), Viola Gyoergyi (NOR), Chris Dodds (GBR) |

Match pour la troisième place
| 14 avril 2018 18h00 | Boxscore | Nouvelle-Zélande                                   | 74-58                    | Canada                                                      |  | Gold Coast Convention and Exhibition Centre, Gold Coast Arbitres : Jon Chapman (AUS), Sarah Carey (AUS), Kate Webb (ENG) |
| 14 avril 2018 18h00 | Boxscore | Score par quart-temps : 16–12, 18–14, 23–13, 17–19 |                          |                                                             |  | Gold Coast Convention and Exhibition Centre, Gold Coast Arbitres : Jon Chapman (AUS), Sarah Carey (AUS), Kate Webb (ENG) |
| 14 avril 2018 18h00 | Boxscore | Leger-Walker, Taylor 18 Purcell 7 Cocks 7          | Points Rebonds Passes d. | Nofuente 18 Hamblin, Kiss-Rusk, Provo 6 Masikewich, Traer 2 |  | Gold Coast Convention and Exhibition Centre, Gold Coast Arbitres : Jon Chapman (AUS), Sarah Carey (AUS), Kate Webb (ENG) |

Finale
| 14 avril 2018 20h30 | Boxscore | Australie                                         | 99-55                    | Angleterre                                       |  | Gold Coast Convention and Exhibition Centre, Gold Coast Arbitres : Christine Vuong (CAN), Ryan Jones (NZL), Viola Györgyi (NOR) |
| 14 avril 2018 20h30 | Boxscore | Score par quart-temps : 26–10, 23–21, 29–16, 21–8 |                          |                                                  |  | Gold Coast Convention and Exhibition Centre, Gold Coast Arbitres : Christine Vuong (CAN), Ryan Jones (NZL), Viola Györgyi (NOR) |
| 14 avril 2018 20h30 | Boxscore | George, Griffin 16 George 10 Ebzery 7             | Points Rebonds Passes d. | Stewart 13 Emanuel-Carr, Vanderwal 5 Vanderwal 4 |  | Gold Coast Convention and Exhibition Centre, Gold Coast Arbitres : Christine Vuong (CAN), Ryan Jones (NZL), Viola Györgyi (NOR) |